# Älvsåkers landskommun
Älvsåkers landskommun  var en tidigare kommun i Hallands län.

## Administrativ historik
När 1862 års kommunalförordningar trädde i kraft inrättades i Sverige cirka 2 500 kommuner. Huvuddelen av dessa var landskommuner (baserade på den äldre sockenindelningen), vartill kom 89 städer och åtta köpingar. Då inrättades i  Älvsåkers socken i Fjäre härad i Halland denna kommun. 
Vid kommunreformen 1952 uppgick denna  landskommun i Tölö landskommun som senare 1969 uppgick i Kungsbacka stad som 1971 ombildades till Kungsbacka kommun.

## Politik

### Mandatfördelning i Älvsåkers landskommun 1938-1946
| 4 | 16 |

| 20 |

| 5 | 15 |

| 20 |

| 5 | 15 |

| 20 |